# Yap International Airport
Yap International Airport är en flygplats i Mikronesiska federationen.   Den ligger i kommunen Rull Municipality och delstaten Yap, i den västra delen av landet, 2 200 km väster om huvudstaden Palikir. Yap International Airport ligger 27 meter över havet. Den ligger på ön Yap Islands.
Terrängen runt Yap International Airport är platt. Havet är nära Yap International Airport åt sydväst.  Närmaste större samhälle är Colonia, 4,3 km öster om Yap International Airport. 